# Elecciones generales de Camboya de 1947
Las segundas elecciones generales de Camboya se llevaron a cabo el 21 de diciembre de 1947, siendo las primeras elecciones celebradas bajo la recientemente promulgada constitución. El resultado fue una victoria para el Partido Democrático, que ganó 44 de los 75 escaños.

## Antecedentes
La Asamblea Nacional Constituyente electa en 1946 redactó una constitución basada en el parlamentarismo francés, aunque bajo la forma de una monarquía parlamentaria bajo el liderazgo de Norodom Sihanouk. Para agosto de 1947 ya se habían formado varios partidos políticos nuevos. Los tres existentes en el país eran el gobernante y dominante Partido Democrático, el opositor y conservador Partido Liberal, y el Partido Demócrata Progresista, que no había obtenido escaños en las elecciones a la Asamblea Constituyente. Se establecieron ese año la Unión Nacional, de Khim Tit, y Renovación Jemer, dirigida por Lon Nol, Nhiek Tioulong y Sisowath Sirik Matak. La mayoría de los miembros de Renovación Jemer eran antiguos miembros del Partido Democrático que abandonaron este último alegando que era "demasiado progresista". El partido contaba con el apoyo de Sisowath Monireth, frustrado por haber tenido que ceder el poder en 1946, y aseguraba su lealtad a la monarquía.

## Campaña
La campaña comenzó en octubre, cuando Léon Pignon, Comisionado de la República en Camboya, reunió a los líderes de todos los partidos y les declaró que Francia seguiría siendo "absolutamente neutral" durante las elecciones, pidiendo a los políticos llevar a cabo sus campañas con "mucha cautela", a fin de asegurar elecciones pacíficas. No dejó de recordar a todos los candidatos cual era la "autoridad real" allí (en referencia al gobierno colonial), y trató de asustar a la población hablándole sobre sus vecinos "infinitamente más fuertes y dinámicos" (Vietnam y Tailandia) de los cuales Francia había protegido la integridad de Camboya durante el protectorado. En una carta oficial, Aguilón habría expresado su preocupación de que los debates políticos condujeran a una puja nacionalista por la cual Francia tendría que pagar el precio.
Durante la campaña, el Partido Democrático mantuvo su afán separatista de Francia y abogó por lograr la independencia total de Camboya lo más rápido posible. Sus dirigentes pidieron a las autoridades coloniales que liberaran a todos los presos políticos "que no han tomado las armas" y exigieron la vuelta a casa de un batallón de Camboya que luchaba bajo el mando francés en Cochinchina, sumida en el conflicto independentista vietnamita, debido a que querían mantener a Camboya neutral, y consideraban que la aparición de soldados camboyanos en Vietnam le provocaría "fricciones" con el país vecino.

## Resultados
Los resultados electorales fueron muy similares a los de las anteriores elecciones. El Partido Democrático, si bien perdió seis escaños, revalidó cómodamente su mayoría absoluta con 44. Los liberales triunfaron solo en las provincias de Kompung Speu, Svay Rieng, y Prey Veng, ganaron solo dos de los doce asientos en Kandal y uno solo de los doce de Kompung Cham. En la capital, Nom Pen, los dos candidatos del Partido Democrático, Ieu Koeus y Thonn Ouk, ganaron el 85% de los votos. Thonn Ouk obtuvo cerca de 1.000 votos contra 185 oponentes. En la circunscripción de Soung, en Kompung Cham, Lon Nol fracasó en obtener un escaño para Renovación Jemer, registrando sólo 444 votos en contra de su oponente del Partido Democrático, que recibió 5.064 votos.
| Partido Democrático   | 44 | –6 |
| Partido Liberal       | 21 | +7 |
| Independientes        | 10 | +7 |
| Total                 | 75 | +8 |
| Fuente: Nohlen et al. |    |    |